# Stephanie Schwabe
Stephanie Jutta Schwabe (* 1. Januar 1957 in Flensburg) ist eine Geomikrobiologin, Geologin, Umweltjuristin und Höhlentaucherin, die durch ihre wissenschaftliche Forschungstätigkeit auf den Bahamas international bekannt wurde.

## Frühe Jahre
Stephanie Schwabe wurde 1957 als Tochter des Zahnarztes Christian Schwabe in Schleswig-Holstein geboren. Als Stephanie Schwabe ein Kleinkind war, wanderten ihre Eltern nach Iowa aus, wo ihr Vater in Mikrobiologie promoviert wurde. Später war er Professor an der Harvard University in Boston und an der Medical University of South Carolina. Als Teenager zog sie mit ihrer Familie nach Charleston und besuchte dort das College. Da sie entgegen dem Wunsch ihrer Eltern nicht Medizin studieren wollte, wurde sie von den Eltern nicht finanziell unterstützt, verließ das College ohne Abschluss und arbeitete anschließend als tiermedizinische Angestellte.

## Karriere
Im Alter von 29 Jahren schrieb Schwabe sich für ein Studium am College of Charleston ein. In dieser Zeit begann sie auch mit dem Tauchen. Im Jahr 1990 machte sie ihren Bachelor in Geologie, zwei Jahre später folgte der Master an der Mississippi State University, wo sie erstmals mit Höhlenforschung auf den Bahamas in Kontakt kam. Während ihres Masterstudiums lernte sie bei einer Konferenz ihren späteren Ehemann, den britischen Höhlentaucher und -forscher (Robert John) „Rob“ Palmer, kennen. Im Anschluss an ihr Masterstudium ging sie nach Großbritannien und wurde 1999 an der University of Bristol promoviert. Für ihre Promotion forschte sie über Höhlen in Karbonatplattformen im Gebiet der Bahamas. 2003 erhielt sie an der University of Queensland den Juris Doctor, wobei ihre Schwerpunkte auf internationalem Umweltrecht, Tierrecht und Seerecht lagen.
Nachdem ihr Ehemann 1997 bei einem Freizeittauchgang im Roten Meer bei Hurghada gestorben war, benannte Schwabe eine mit ihm gemeinsam gegründete Non-Profit-Organisation zur Finanzierung der wissenschaftlichen Erforschung von Blue Holes und ihrer spezifischen Umwelt in „Rob Palmer Blue Holes Foundation“ um. Zu den Zielen der von Schwabe geleiteten Stiftung gehören auch die Information über die Höhlen sowie ihre Erhaltung und ihr Schutz. Außerdem engagiert sich Schwabe für den Schutz von Unterwasserhöhlensystemen und Gebieten auf Grand Bahama.
Zwischen 2003 und 2007 war sie außerplanmäßige Professorin am College of Charleston, 2007 bis 2008 Gastprofessorin an der University of San Diego.

### Forschung
Seit ihrem Masterstudium lag ihr Forschungsschwerpunkt auf der Erforschung von Höhlensystemen auf den Bahamas. 1992 absolvierte Schwabe ihren ersten Höhlentauchgang. Ab ihrem Promotionsstudium war die Erforschung von Blue Holes auf den Bahamas ihr hauptsächliches Interessensgebiet, da sie vermutete, hier bessere Informationen zur Entstehung der Höhlen dieses Gebiets zusammentragen zu können als in den oberirdischen Höhlen. So stellte sie die These auf, dass die Entstehung dieser Unterwasserhöhlen das Resultat biochemischer Prozesse von Bakterien sei.
Eine ihrer größten Entdeckungen machte Stephanie Schwabe, als sie um die Jahrtausendwende in einem „Black Hole“ auf der Insel South Andros tauchte. Vorher wurde vermutet, dass die Höhle aufgrund ihrer großen Tiefe schwarz erschien. In einer Tiefe von ungefähr 15 Metern kam Schwabe in den Bereich, der wie der Grund der Höhle wirkte, sich aber als eine blickdichte Schicht mit Purpurbakterien herausstellte, unter der sich eine weitere, 30 Meter tiefe Schicht mit sauerstoffarmem Wasser befand. Das Wasser unter der Bakterienschicht war wiederum klar. Auffällig war außerdem die Temperatur: Die Bakterien erhitzten das Wasser in diesem Bereich auf 37 °C. Ihrem verstorbenen Ehemann Rob Palmer zu Ehren nannte sie das von ihr entdeckte Bakterium Allochromatium palmeri.

## Auszeichnungen
Schwabe ist Fellow der Royal Geographical Society in London. Aufgrund ihrer Entdeckung des neuen Ökosystems in den „Black Holes“ auf den Bahamas erhielt sie ein Stipendium der NASA für Exobiologie.
Im Jahr 2004 wurde sie von der gemeinnützigen Organisation Wings Worldquest mit einem Women of Discovery Award in der Kategorie „Courage“ geehrt und in dem Buch Women of Discovery: A Celebration of Intrepid Women Who Explored the World vorgestellt.
Diver International zählte Schwabe zu den 40 besten Tauchern weltweit.

## Dritter-Mann-Phänomen
Schwabe erklärte, in einer gefährlichen Situation das Dritter-Mann-Phänomen erlebt zu haben. Als sie bei einem Tauchgang in einer Höhle Bodenproben sammelte, verlor sie den Sichtkontakt zu ihrem Tauchseil, das ihrer Orientierung im komplexen Tunnelsystem diente. Sie konnte das Seil nicht finden und verfiel in Panik, da ihr Atemgas zur Neige ging. Auf einmal spürte sie die Gegenwart einer anderen Person; die Stimme ihres wenige Monate zuvor verstorbenen Ehemannes wies sie an, sich zu beruhigen. Kurz danach fand sie das Seil wieder, und das Gefühl der Gegenwart ihres Mannes verschwand.

## Veröffentlichungen (Auswahl)
Beiträge in Fachmagazinen:
- The petrology of Bahamian Pleistocene eolianites and phreatic dissolution caves: implications for late quaternary island development. Mississippi State University, 1992 (englisch, Dissertation).
- Biogeochemical investigation of caves within Bahamian carbonate platforms. University of Bristol, 1999, OCLC 53556871 (englisch, Dissertation).
- Blue Holes of the Bahamas: A Silent Death. In: Immersed, 2001, Bd. 6, Nr. 2.
- mit Rodney Andrew Herbert: Black Holes of the Bahamas: What they are and why they are black. In: Quaternary International, Bd. 121, Elsevier, Genf 2004, S. 3–11, OCLC 1052744880. (online (englisch)).
- mit James L. Carew: Blue Holes: An Inappropriate Moniker for Scientific Discussion of Water-Filled Caves in the Bahamas. In: Proceedings of the 12th Symposium on the Geology of the Bahamas and other Carbonate Regions June 3–7, 2004. Hrsg.: R. Laurence Davis und Douglas W. Gamble, Gerace Research Center, San Salvador (Bahamas 2006) (Vortragstext online, englisch).

Sachbuch:
- Stephanie Jutta Schwabe: Living in Darkness. A Woman’s Scientific and Exploratory Adventures Into the Underwater Caves of the Bahamas. Hrsg.: National Speleological Society. Huntsville, AL 2009, ISBN 978-1-879961-32-6 (englisch).